# Wiktor Gomulicki
Wiktor Teofil Gomulicki, pseudonymem Fantazy, (17. října 1848 Ostrołęka – 14. února 1919 Varšava) byl polský novinář, spisovatel, básník a esejista. Byl významným tvůrcem polského pozitivismu.       

## Životopis
Wiktor se narodil v rodině Jana Gomulického (1817–1899) a Antoniny rozené Damska. Měl dvě sestry: Wandu Lewandowskou a Marii Lubowieckou. S partnerkou Marií rozenou Humięckou (1859–1889) měl syna Romana, který se utopil ve Varšavě v řece Visle (1888–1906), s manželkou Michalinou rozenou Życińskou (–1899) měl syny Wacława (1893–1959) a Henryka (1894–1960) a s manželkou Franciszkou rozenou Matuszewskou měl syna Juliusze (1909–2006) literárního historika a esejistu. Wiktorův pravnuk Maurycy Gomulicki (1969) se stal grafikem a fotografem.
Dětství, které později připomněl v románu pro mládež Wspomnienia niebieskiego mundurka (1906), prožil v Pułtusku. Tam navštěvoval střední školu při benediktinském klášteře. Od roku 1864 žil ve Varšavě, kde dokončil gymnázium a v roce 1866 začal studovat práva na Szkole Głównej. Tam také debutoval jako básník na stránkách časopisu "Tygodnik Ilustrowany". Když se v roce 1869 univerzita přeměnila na ruskou, Gomulicki studia zanechal.
V letech 1873–1874 a 1887–1889 pracoval v redakci "Kurier Warszawski", 1875–1888 "Kurier Codzienny", v roce 1874 redigoval "Muchę", v roce 1881 "Kolce", v letech 1889–1890 "Tygodnik Powszechny", spolupracoval s "Prawdą", "Świtem" a "Krajem". V roce 1893 obdržel medaili I. třídy a čestný diplom Belgické akademie umění, dovedností a literatury. V roce 1911 byl odsouzen na rok do varšavské citadely za napsání předmluvy k povídce Adama Mickiewicze (trest si neodseděl díky amnestii pro politické provinilce). V roce 1912, při příležitosti 30. výročí jeho spisovatelské činnosti, byl poctěn vydáním obsáhlého výběru z jeho drobných prací s názvem Pokłosie. V roce 1918 mu byla udělena literární cena Elizy Orzeszkové. Proslul také jako sběratel. Jeho sbírka zahrnovala díla Fridricha Kryštofa a Adolfa Dietricha, grafiků spjatých s Varšavou, soubory grafik dokumentující rozvoj litografie ve Varšavě.
Wiktor Gomulicki zemřel ve věku 70 let, byl pohřben na Starych Powązkach (oddělení 202-5-2/3).

### Práce
V jeho tvorbě jsou nejvýznamnější básnická díla, která se vyznačují jemným zvládnutím formy, pestrou strofickou a veršovou stavbou (Poezje 1882, Poezje 1886, Nowe pieśni 1896, Wiersze, Zbiór Nowy 1901, Biały sztandar 1907, Światła 1919, Pod znakiem Syreny 1944). Psal také díla s reflexivně-filozofickou a pacifistickou tematikou. Ve svých dílech se zabýval tradicemi, každodenním životem a krásou Varšavy (W kamienicy, Pod Okrętem, Schadzka, Warszawa wczorajsza). Řadu básní věnoval Ostrołęce, městu, v němž se narodil (Nad błękitną moją Narwią). Zanechal po sobě několik historických románů, řadu sloupků a byl také plodným prozaikem. Jako překladatel se věnoval také poezii, jako první v Polsku přeložil Charlese Baudelaira (Kwiaty zła). Jako jeden z mála autorů té doby hlásal velikost Norwidova díla.

## Dílo
Vydával svá díla od roku 1870, první sbírky poezie v roce 1873 a 1882, z nichž nejvýznamnější byly:
- Poezje (1887)
- Nowe pieśni. Petersburg (1896)[2]
- Pieśń o Gdańsku. Warszawa (1900)[3]
- Wybór wierszy (1900)
- Biały sztandar; pieśni miłościwe. Warszawa (1907)[4]
- Światła (1919)

### Novely
- Chałat. Warszawa (1905)[5]
- Oracz, Nieprzespany sen pani Maciejowej, Filemon i Baucis. Warszawa (1908)[6]

I další novely byly populární, jubilejní výbor novel vyšel s názvem Pokłosie (1913)

### Romány
- Niedziele Romcia. Warszawa (1896)[7]
- Cudna mieszczka. Warszawa (1897)[8]
- Miecz i łokieć. Warszawa (1903)[9][10]
- Wspomnienia niebieskiego mundurka (1905)
- Ciury. Warszawa (1907)[11]
- Siódme amen IMC Pana Mokrzeckiego (1910)
- Car widmo. Warszawa (1911)[12]
- Bój olbrzymów. Warszawa (1913)[13]

Ve svých Opowiadaniach o starej Warszawie (1913) se stal oslavovatelem polského hlavního města. Ve dvou svazcích, literárních skic Kłosy z polskiej niwy (1912) a Sylwety i miniatury literackie (1916), shromáždil mnoho zajímavých podrobností ze starých let. Souborné vydání Gomulického spisů a komplexnější zhodnocení jeho díla chybí.
Byl také encyklopedistou. Na žádost Zygmunta Glogera napsal pro jeho Encyklopedii staropolskou (Encyklopaedia staropolska) heslo s názvem Litografie polskie najdawniejsze. Jeho jméno jako spoluautora této encyklopedie uvedl Gloger v doslovu ke IV. dílu.

### Překlady
- Kwiaty zła – Charles Baudelair
- Kapitan Czart: Gomulicki przygody Cyrana de Bergerac – Louis Gallet. Warszawa: MG, 2017

### V češtině
- Poslední soud – přeložil Norbert Mrštík. Praha: František Šimáček, 1890
- Novelly a skizzy – př. Jan Josef Langner. Praha: Jan Otto, 1902[17]
- Na Vánoce – úvod František Sekanina; př. Karel Handzel; in: 1000 nejkrásnějších novel... č. 63. Praha: J. R. Vilímek, 1914